# اووه آمپلر
اووه آمپلر (ایتالیایی: Uwe Ampler؛ زادهٔ ۱۱ اکتبر ۱۹۶۴) دوچرخه‌سوار اهل آلمان است.
از باشگاه‌هایی که در آن رکاب زده‌است می‌توان به تیم دوچرخه‌سواری پی‌دی‌ام اشاره کرد.
وی در مسابقات کشوری و بین‌المللی در مجموع برندهٔ ۲ مدال طلا شده‌است.